# Histriophoca fasciata
La foca fasciata (Histriophoca fasciata) è un mammifero carnivoro appartenente alla famiglia dei Phocidae.

## Descrizione
Di corporatura inferiore alla foca dagli anelli, è lunga fino a 1,60 m: al contrario di altri pinnipedi, non vi è una differenza di corporatura tra maschio e femmina, ed entrambi raggiungono un peso massimo di 95 kg. La sua pelliccia appare di colore bruno scuro, con quattro fasce bianche, di cui una attorno al collo, un'altra attorno alle coda e una su ciascun fianco, che circonda le pinne pettorali. La colorazione è più marcata nei maschi adulti. I cuccioli sono bianchi alla nascita, poi mutano il pelo diventando grigi-azzurri. Nelle mute successive, nel pelo iniziano a delinearsi le parti chiare e scure, anche se il mantello definitivo appare dai quattro anni di età.

## Distribuzione
Vive nel Pacifico settentrionale, la si ritrova nel Mare di Bering e nel Mar Glaciale Artico.

## Comportamento
La foca fasciata è una specie solitaria. In inverno e in primavera vive sui ghiacci dove si riproduce e si trattiene durante la muta, in estate e autunno si sposta in mare aperto. Può immergersi fino a 200 metri di profondità. La vita media è di circa 20-25 anni.

## Alimentazione
La foca fasciata si nutre di pesci, quali merluzzo polare, pollack d'Alaska, Zoarcidae, oltre a calamari e polpi. I giovani mangiano anche crostacei.

## Predatori
Questa specie è predata da orche, orsi polari e alcune specie di squali, come lo squalo della Groenlandia. 

## Riproduzione
La maturità sessuale è raggiunta a 2-5 anni nelle femmine, a 3-6 anni nei maschi. I cuccioli, uno per parto, nascono in aprile- maggio e vengono allattati per un mese, al cui termine vengono abbandonati dalla madre. I piccoli restano sul ghiaccio per altre due settimane, durante le quali mutano il pelo, poi iniziano ad immergersi e a cacciare da soli.

## Conservazione
La foca fasciata è cacciata per la pelliccia dei cuccioli, come la foca della Groenlandia, ma essendo solitaria, la sua caccia è meno agevole. L'Unione Sovietica ha limitato la caccia a questa specie nel 1969 e la sua popolazione è aumentata nell'area. Nel marzo 2008, il governo USA ha avviato uno studio riguardo a questa specie in Alaska, ritenendola in pericolo a causa del riscaldamento globale; nel dicembre dello stesso anno, la foca fasciata è stata tuttavia esclusa dall'elenco delle specie in pericolo, in quanto l'estensione del ghiaccio è stata giudicata sufficiente per la sua sopravvivenza; di parere diverso il Center for Biological Diversity dell'Arizona che ha avviato una petizione (denominata filed suit to get the decision changed) a favore della specie.